# Albert Henri van Ligne
Albert Henri de Ligne (27 december 1615 - 1 mei 1641) was een Zuid-Nederlands edelman uit het huis Ligne.
Hij was de oudste zoon van Floris van Ligne en volgde zijn grootvader Lamoraal I op als tweede prins van Ligne.
Hij trouwde in 1634 met zijn nicht Maria Clara van Nassau (1621-1695), dochter van Jan VIII van Nassau-Siegen en Ernestina Yolanda van Ligne.
Albert Henri staat vooral bekend als een groot verzamelaar van zeldzame boeken en handschriften in de bibliotheek van het Kasteel van Belœil.
Na zijn vroegtijdig overlijden hertrouwde zijn weduwe met zijn jongere broer, Claude Lamoral I van Ligne.